# Старт (фотоаппарат)
«Старт» — малоформатный однообъективный зеркальный фотоаппарат, производившийся Красногорским механическим заводом в 1958—1964 годах. Всего выпущено около 76 500 штук.
«Старт» был фотоаппаратом более высокого класса, чем выпускавшиеся в те же годы модели «Зенитов», и считается одной из попыток создания советской профессиональной фотосистемы. Попытка оказалась неудачной, в том числе из-за низкой надёжности фотоаппарата: из десяти экземпляров «Старта», проходивших испытания в журнале «Огонёк», ни один не проработал больше месяца. Первая партия камер, поступившая в торговую сеть, почти целиком возвращена заводу из-за выявленных дефектов. Усовершенствованная модель «Старт-2» с внутренним приводом прыгающей диафрагмы и селеновым TTL-экспонометром серийно не производилась.

## Технические особенности
Главными отличиями «Старта» от других советских малоформатных «зеркалок» тех лет был сменный видоискатель и байонетное крепление объектива с полуавтоматической нажимной диафрагмой. Фокальный затвор с анкерным механизмом задержки отрабатывал полный диапазон выдержек от 1/1000 до целой секунды, что было также нехарактерно для массовых фотоаппаратов. Подобная универсальность в СССР тех лет встречалась лишь в среднеформатных «Салютах», гораздо более громоздких и менее пригодных для репортажной съёмки в удалённых командировках.
При всей оригинальности конструкции, в ней отчётливо прослеживается влияние немецких фотоаппаратов Exakta и Praktina. Это можно сказать и о двухкассетной зарядке с ножом для отрезания экспонированной плёнки, и о совмещении спусковой кнопки с приводом нажимной диафрагмы в приливе оправы объектива.
По заложенным возможностям «Старт» примерно соответствовал профессиональным «Miranda T» и «Topcon R», увидевшим свет в 1955 и 1957 годах соответственно. Однако, сложная конструкция механизмов требовала высокой культуры производства, недоступной для гражданских подразделений КМЗ. Фотоаппарат вместе с объективом состоял из 550 деталей. Себестоимость оптико-механических изделий такой сложности значительно выше, чем у массовых «Зенитов». Розничная цена даже в 130 рублей требовала субсидирования производства за счёт других подразделений завода или непосредственно из государственного бюджета. Вынужденная экономия стала причиной низкой надёжности камеры и её невостребованности на рынке фототехники. Не менее важную роль в низкой популярности «Старта» сыграло отсутствие в продаже объективов с соответствующим байонетом: в качестве сменной использовалась резьбовая оптика М39×1 с адаптером. Производство «Старта» было прекращёно в 1964 году в связи с запуском перспективной линейки «Зенит-4» с полуавтоматическим экспонометром и центральным затвором.
Принято различать три разновидности серийного «Старта», которые выпускались в разные периоды и отражают модернизацию фотоаппарата. Первый выпуск отличают высокие головки курка и обратной перемотки. Обе головки этого выпуска снабжались прозрачным люком сверху, через который видны шкалы счётчика кадров и памятка. Второй выпуск отличается от первого более низкими головками без стёкол, а у третьего, выпускавшегося после 1961 года, использован курок новой формы. Встречаются экземпляры с надписью «Старт» кириллицей или латиницей, а кроме того известна разновидность с полностью чёрной окраской щитков и пентапризмы. Считается, что качество изготовления чёрных «Стартов» контролировалось особенно тщательно.

## Характеристики
- Тип применяемого фотоматериала — перфорированная 35-мм киноплёнка (фотоплёнка в кассетах тип-135). Вместо приёмной катушки можно устанавливать вторую кассету. Конструкция замков съёмной крышки позволяет применять, кроме стандартных кассет с «бархоткой», шторные кассеты типа «Contax» (в СССР тип «ФКЦ»)[23];
- Фокальный затвор механический, с горизонтальным движением матерчатых шторок. Выдержки от 1 до 1/1000 секунды, «B» (от руки) и длительная (недоступна при использовании штатного объектива)[24];
- Зеркало «залипающего» типа, то есть опускается в рабочее положение только при взводе затвора;
- Штатный объектив — «Гелиос-44» 2/58 мм с механизмом нажимной диафрагмы: при нажатии на спусковую кнопку она закрывается до рабочего значения. Кнопка диафрагмы, размещённая на оправе объектива, сопряжена со спусковой на передней стенке камеры по типу фотоаппаратов Exakta, Topcon, Alpa и Miranda[11];
- Рабочий отрезок камеры — 42 мм;
- Пентапризма — съёмная, может заменяться шахтой. Увеличение окуляра пентапризмы — 5×;
- Размер изображения кадра, видимого в видоискателе — 22×32,5 мм[25], что значительно больше, чем у «Зенитов»;
- Тип фокусировочного экрана — матовое стекло с клиньями Додена. Существовали также экраны без клиньев, однако широкого распространения они не получили;
- Для подключения фотовспышек предусмотрено два синхроконтакта типа PC: один для электронных (со знаком молнии) и другой для одноразовых. Выдержка синхронизации с электронными вспышками — 1/30 секунды (1/25 у первых выпусков[25]). «Башмак» из-за съёмной пентапризмы отсутствует;
- Задняя крышка — съёмная, с двумя поворотными замками. При отпирании крышки замки автоматически закрывали двухцилиндровые кассеты;
- Предусмотрен нож для отрезания отснятой части плёнки и механический автоспуск;
- Резьба штативного гнезда — 3/8";

- «Старт» со снятым объективом
- «Старт» со снятой пентапризмой
- «Старт» со снятой задней стенкой
- Устройство спусковой кнопки